# 初見実椰子
初見 実椰子（はつみ みやこ、1997年9月10日 - ）は、神奈川県出身のハンドボール選手。日本ハンドボールリーグの三重バイオレットアイリス所属。

## 経歴
2020年（2019-20年シーズン途中）、日本ハンドボールリーグのソニーセミコンダクタマニュファクチャリングへ加入。
2021年、日本代表メンバーに選出。
2023年7月、三重バイオレットアイリスに移籍。

## 詳細情報

### 年度別成績
| 年       | チーム   | 試合 | フィールド 得点 | 率   | 7m  | 合計   | 警告 | 退場 | 失格 |
| -------- | -------- | ---- | --------------- | ---- | --- | ------ | ---- | ---- | ---- |
| 2019-20  | ソニー   | 0    | -               | -    | -   | -      | -    | -    | -    |
| 2020-21  | ソニー   | 16   | 13/19           | .684 | 0/0 | 13/19  | 0    | 2    | 0    |
| 2021-22  | ソニー   | 18   | 24/32           | .750 | 0/0 | 24/32  | 2    | 1    | 0    |
| 2022-23  | ソニー   | 20   | 42/57           | .737 | 0/0 | 42/57  | 0    | 2    | 0    |
| JHL：4年 | JHL：4年 | 54   | 79/108          | .731 | 0/0 | 79/108 | 2    | 5    | 0    |

### 記録
- フィールドゴール初得点：2020年8月29日、対北國銀行戦（小松総合体育館）[3]

### 背番号
- 3 (2019年 - )[1][2]

## 代表歴

### 日本代表U-24
- 世界学生選手権 (2018年)[4]

### 日本代表
- 第4回強化合宿 (2021年)
- 日韓定期戦 (2022年)
- 女子アジア選手権 (2022年)
- Collagenius Cup <ハンガリー>（2023年）
- パリ2024オリンピック女子アジア予選（2023年）
- アジア競技大会（2023年）[5]